# 庙镇
庙镇，是上海市崇明区下辖的一个镇。主体部分位于崇明区西部，东邻港西镇、城桥镇，南频长江南支，西邻三星镇，北靠新海镇；另有白港村村委会，位于三星镇人民政府驻地西南2公里处，东邻三星镇，南频长江南支，西和北靠绿华镇；在新海镇以北，新村乡东首，永隆沙南边及北临长江北支，与新海镇，新村乡毗邻尚有两片属爱民村村委会管辖的副业基地。面积为95.7平方公里。户籍人口为2.59万人（2008年）。镇人民政府驻庙镇大街41号。现任镇长为董玲娟。

## 风貌概况
庙镇旧时主要经营以粮食为主的农副产品，镇内米行、地场最盛时有20余户，抗战前该镇土布业亦十分兴盛，1945年后庙镇又成为全县薄荷油的中心市场。是旧时崇明“桥、庙、堡、浜”四大名镇之一，历来是崇明西部重要的商业集镇。

## 名称由来
庙镇，兴起于清康熙后期。该镇上有一座貊貔庙，又称周神王庙。相传旧时当地人为纪念海门县樵夫周博为民除貊貔而在沙洲上建造周神庙，以示感恩，俗称貊貔庙。后逐渐形成集镇，被称作貊貔庙镇、周神王庙镇等，简称庙镇。镇名由此而来。

## 历史沿革
民国23年(1934年)建江口乡。民国时建庙镇乡。1957年和平、新保两乡合并为合作乡。1958年9月成立庙镇人民公社、合作人民公社、江口人民公社。是年年底合作人民公社合并成为庙镇人民公社的一部分。1959年5月，又与庙镇人民公社分开，复称合作人民公社。1984年改为庙镇乡、合作乡、江口乡。1994年2月撤消庙镇乡、江口乡，建立庙镇镇、江口镇。1995年11月，撤消合作乡，建立合作镇。2000年12月14日，撤销庙镇镇、合作镇、江口镇，合并建立庙镇。

## 行政区划
庙镇下辖3居委会及28村委会：庙镇居委会、猛将庙居委会、江口居委会、爱民村村委会、南星村村委会、庙南村村委会、庙西村村委会、米洪村村委会、庙中村村委会、庙港村村委会、白港村村委会、万安村村委会、鸽龙村村委会、万北村村委会、宏达村村委会、民华村村委会、江镇村村委会、启瀛村村委会、联益村村委会、镇东村村委会、通济村村委会、和平村村委会、合中村村委会、小竖村村委会、猛东村村委会、窑桥村村委会、周河村村委会、猛西村村委会、保东村村委会、永乐村村委会、保安村村委会。